# Nicolas Fatio de Duillier
Pour les articles homonymes, voir Fatio.
Nicolas Fatio de Duillier, né à Bâle le 16 février 1664 et mort à Maddersfield près de Worcester le 10 mai 1753, est un géomètre et un astronome genevois, citoyen de la République de Genève.

## Biographie
Il vit à Duillier dès 1672, son père Jean-Baptiste Fatio ayant racheté la seigneurie, et suit des cours à l'Académie de Genève sous la houlette de Jean-Robert Chouët en manifestant un vif intérêt pour l'astronomie. À partir de 1683, il réside à Paris où il entretient une correspondance avec Jean-Dominique Cassini de l'Académie des Sciences de Paris. Il part ensuite pour La Haye, puis pour Londres en septembre 1691, où il se fixe ; il a été reçu en 1688 à l'âge de 24 ans comme membre de la Royal Society de Londres.
Formé dans le giron de l'Église réformée genevoise, Fatio se montre partisan enthousiaste des camisards des Cévennes réfugiés à Londres sous le nom de French Prophets et se crut lui-même inspiré, ce qui lui valut une condamnation au pilori à Londres en 1707. Émigré en Hollande, il entreprit un voyage missionnaire en Asie mineure.

## Œuvre
Tenant de la théologie naturelle comme plusieurs de ses contemporains (Newton, Huygens, Whiston) et fort d'une culture biblique précise, Fatio de Duillier n'hésite pas à croiser les Écritures avec ses observations astronomiques.
On lui doit des recherches sur la distance du Soleil à la Terre et sur les apparences de l'anneau de Saturne. Il trouva une manière de travailler les verres de télescope, de percer les rubis et de les appliquer au perfectionnement des montres, de mesurer la vitesse d'un vaisseau ; il imagina une chambre d'observation suspendue de manière à permettre d'observer facilement les astres dans un navire.
Il est surtout connu pour avoir attribué à son proche ami Isaac Newton l'invention du calcul différentiel lors de la querelle élevée par ce dernier contre Gottfried Wilhelm Leibniz. Pourtant, antérieurement à son installation en Angleterre, alors qu'il était en Hollande, il affirmait à Huygens avoir des solutions plus complètes que celles de Leibniz.
Il est connu aussi pour avoir été le premier à défendre la théorie de la gravitation de Georges-Louis Le Sage.
On a de lui une riche correspondance et des écrits scientifiques dont l'un, De la Cause de la Pesanteur, a été présenté le 26 février 1690 à la Royal Society.